# Роман Ігорович (князь рязанський)
Роман Ігорович (*д/н — 20 липня 1217) — співкнязь рязанський у 1194—1207 і 1212—1217 роках.

## Життєпис
Старший син Ігоря Глібовича, «молодшого» співкнязя рязанського, та Аграфени (доньки Ростислава Мстиславича, великого князя Київського). 1194 року після смерті батька успадкував його титул. Проте через молодість слабко впливав на державні справи.
1207 року залишився єдиним рязанським князем після захоплення «старшого» (великого) князя Романа Глібовича і князя Святослава Пронського. Намагався допомогти Ізяславу Володимировичу, князю Понському, утримати Пронськ від братів Гліба й Олега, які власне сприяли арешту Романа і Святослава Всеволодом Юрійовичем, великим князем володимирським. Невдовзі ймовірно потрапив у полон й відправлений до міста Володимир.
У 1212 році звільнений новим великим князем володимирським Юрієм Всеволодовичем. Поновився як співкнязь рязанський. Проте невдовзі виникли тертя зі стриєчним братом Глібом Володимировичем. Для вирішення суперечностей Романа та інших родичів Гліб запросив на княжий з'їзд в Ісадах, де Романа було підступно вбито.